# Nikon F75
Pour les articles homonymes, voir F75.
Le Nikon F75 est un appareil photographique reflex mono-objectif fabriqué par la société Nikon. Ce fut le dernier reflex argentique grand public vendu par Nikon.